# Union Valley
Union Valley – miasto w Stanach Zjednoczonych, w stanie Teksas, w hrabstwie Hunt.